# José Ramón Yépez
José Ramón Yépez est l'une des quatre paroisses civiles de la municipalité de Jesús Enrique Lossada dans l'État de Zulia au Venezuela. Sa capitale est La Paz.